# Borchardt C-93
 (novembre 2019).
Si vous disposez d'ouvrages ou d'articles de référence ou si vous connaissez des sites web de qualité traitant du thème abordé ici, merci de compléter l'article en donnant les références utiles à sa vérifiabilité et en les liant à la section « Notes et références ».
Le Borchardt C-93 est une arme de poing allemande conçue à la fin du XIXe siècle.

## Description
Le pistolet Borchardt C-93 est l’un des tout premiers, sinon le premier, pistolets semi-automatiques réellement efficaces et ayant eu un succès commercial. Conçu en 1893 par l’ingénieur Hugo Borchardt (en) alors qu’il travaillait pour la société Ludwig Loewe en Allemagne, cette arme met en œuvre des solutions techniques radicalement nouvelles, du moins sur un pistolet. Parmi celles-ci, le fonctionnement par le court recul du canon et la culasse « en genou ». 
Le concepteur Hugo Borchardt avait effectué un long séjour aux États-Unis, de 1860 à 1881. Après avoir travaillé pour la Pioneer Breech-Loading Company, il passa ensuite, à partir de 1874, par les sociétés Singer (les machines à coudre), Colt puis Winchester, avant de devenir surintendant et trésorier de la Sharps Rifles Co en 1876. Dans son passage chez Winchester, il aurait particulièrement remarqué (mais ne l'a jamais affirmé explicitement) le système à genouillère adopté déjà dans les carabines Henry, qui prirent ensuite (avec des évolutions) les noms de Winchester 1866, puis 1873. Dans ce système, si les trois axes du "genou" sont bien alignés et dimensionnés, la résistance est aussi bonne que pour une tige rigide. Mais si on désaligne, même légèrement, l'axe central (comme pour un humain debout à qui on donne un petit coup à l'arrière du genou), il ne joue plus son rôle et l'articulation se plie complètement. Pour ce désalignement, les "oreilles" (les protubérances sur lesquelles on agit pour manœuvrer la genouillère), après une course libre de moins d'un centimètre, frottent sur la "rampe" à l'arrière de la carcasse. À noter que l'action sur la rampe est si légère que le bronzage n'y est pas altéré. Pour jouer le même rôle de maintien que les leviers de sous-garde des carabines Henry et Winchester, la rigidité de l'articulation est assurée par un ressort en spirale logé dans l'excroissance circulaire à l'arrière de la carcasse. Georg Luger le remplacera par un ressort à action linéaire (d'abord à lame puis bien plus tard à boudin), agissant via un renvoi en S allongé, et logé le long de la partie arrière de la poignée, qui doit être inclinée, d'où la meilleure prise en main. 
Ce mode de fonctionnement par genouillère sera appliqué par Georg Luger dans la conception de son modèle 1900/1906, qui donnera le célèbre Luger Parabellum (à noter que l'appellation donnée par DWM, le premier fabricant, était Parabellum, c'est l'importateur américain Stœger qui donna le nom Luger à ses importations, nom qu'il déposa, et que les romans et films américains ont popularisé). Quand ce dernier fut adopté par l’armée allemande en 1908, sa première appellation était « Borchardt Luger », ce qui démontre une indéniable filiation avec le Borchardt C-93.
Sur le Borchardt, l’utilisation de la poignée servant comme réceptacle d’un chargeur détachable est aussi une nouveauté. Cette disposition permet d’équilibrer l’arme, ce qui était nécessaire tant sur le plan ergonomique (qui n’était pourtant pas alors une priorité) qu’esthétique. Le pistolet Borchardt est une arme imposante dont l’aspect est insolite pour son époque. 
En raison de ses dimensions, de sa prise en main gênée par le logement du ressort en spirale, et de son esthétique inhabituelle, ce pistolet ne sera pas largement distribué , et ce sont ces mauvaises ventes qui pousseront l'ex-capitaine Georg Luger, d'abord représentant-démonstrateur pour Borchardt, à étudier un modèle plus vendeur. Le Luger Parabellum, qui utilise le même système de verrouillage sera conçu cinq ans plus tard. Cette réussite, le Luger Parabellum la connaîtra sur les marchés civils et militaires (Suisse et Allemagne parmi tant d’autres) le faisant entrer de plain-pied dans la légende.
La cartouche du Borchardt, le 7,65 mm Borchardt, servira de base à de nombreuses autres munitions. Parmi celles-ci, le 7,63 Mauser et ses dérivés ainsi que le 7,65 mm Parabellum (munition originelle du Luger Parabellum). 
À l’exception de quelques exemplaires détenus par d’heureux collectionneurs, rares sont les Borchardt ayant survécu jusqu’à notre époque.[réf. souhaitée]
Cette arme est également utilisée dans le jeu vidéo Red Dead Redemption par certains personnages du jeu et peut être acheté chez l'armurier dans Red Dead Redemption II. On le retrouve également dans le jeu Battlefield 1 ainsi que sur le simulateur d'arme World of Guns: Gun Disassembly.